# Nolan Smith (Footballspieler)
Nolan Sental Smith (geboren am 18. Januar 2001 in Savannah, Georgia) ist ein US-amerikanischer American-Football-Spieler auf der Position des Outside Linebackers. Er spielte College Football für die Georgia Bulldogs und gewann mit ihnen das College Football Playoff National Championship Game in den Saisons 2021 und 2022. Smith wurde im NFL Draft 2023 in der ersten Runde von den Philadelphia Eagles ausgewählt und gewann mit ihnen den Super Bowl LIX.

## Karriere
Smith besuchte zunächst zwei Jahre lang die Calvary Day School in seiner Heimatstadt Savannah, Georgia, bevor er auf die IMG Academy in Bradenton, Florida, wechselte. Er gewann 2018 den Anthony Muñoz Award als bester Offensive/Defensive Lineman der Highschool-Saison sowie den Maxwell Football Club Defensive National High School Player of the Year. Smith galt als einer der besten Spieler seines Highschooljahrgangs.
Ab 2019 ging Smith auf die University of Georgia, um College Football für die Georgia Bulldogs zu spielen. Obwohl mit vielen Vorschusslorbeeren von der Highschool in seine College-Karriere ging, wurde Smith erst nach zwei Jahren bei den Bulldogs zum Stammspieler. In der Saison 2021 gelangen ihm 56 Tackles, davon neun für Raumverlust und er wurde zweimal als Defensive Player of the Week in der Southeastern Conference (SEC) ausgezeichnet. Zudem gewann Smith mit Georgia das College Football Playoff National Championship Game, in dem man die Alabama Crimson Tide mit 33:18 besiegte. Im Gegensatz zu zahlreichen weiteren Spielern aus der Defensive der Bulldogs entschied sich Smith gegen eine Anmeldung für den NFL Draft 2022 und für eine weitere Saison für Georgia.
Am 29. Oktober 2022 zog Smith sich beim Spiel gegen die Florida Gators einen Brustmuskelriss zu und fiel daher für den Rest der Saison aus. Bis dahin hatte er sein Team mit 3,0 Sacks angeführt und 18 Tackles erzielt. Damit verpasste er auch den 65:7-Sieg der Bulldogs im College Football Playoff National Championship Game gegen die TCU Horned Frogs und war beim erneuten Titelgewinn lediglich Zuschauer. Kurz nach dem Meistertitel gab er seine Anmeldung für den NFL Draft 2023 bekannt.

## NFL
Im NFL Draft 2023 wurde Smith an 30. Stelle von den Philadelphia Eagles ausgewählt. Als Rookie kam Smith als dritter Outside Linebacker hinter Haason Reddick und Josh Sweat wenig in der Defense zum Einsatz und spielte vorwiegend in den Special Teams. Nach dem Abgang von Reddick nahm Smith in seinem zweiten Jahr in der NFL eine wesentlich größere Rolle in der Defense der Eagles ein und erzielte 6,5 Sacks in der Regular Season. Mit vier Sacks in drei Play-off-Spielen hatte er Anteil am Einzug der Eagles in den Super Bowl LIX gegen die Kansas City Chiefs. Diesen gewannen sie mit 40:22.

## NFL-Statistiken
| Saison                             | Saison | Spiele | Spiele      | Tackles | Tackles | Tackles | Tackles | Interceptions | Interceptions | Interceptions | Interceptions | Interceptions | Fumbles | Fumbles | Fumbles |
| Jahr                               | Team   | Spiele | als Starter | Gesamt  | Solo    | Ast     | Sacks   | PD            | INT           | Yds           | Lng           | TD            | FF      | FR      | TD      |
| ---------------------------------- | ------ | ------ | ----------- | ------- | ------- | ------- | ------- | ------------- | ------------- | ------------- | ------------- | ------------- | ------- | ------- | ------- |
| 2023                               | PHI    | 17     | 0           | 18      | 10      | 8       | 1,0     | 0             | 0             | 0             | 0             | 0             | 0       | 0       | 0       |
| 2024                               | PHI    | 16     | 10          | 42      | 21      | 21      | 6,5     | 2             | 0             | 0             | 0             | 0             | 1       | 2       | 0       |
| Gesamt                             | Gesamt | 33     | 10          | 60      | 31      | 29      | 7,5     | 2             | 0             | 0             | 0             | 0             | 1       | 2       | 0       |
| Quelle: pro-football-reference.com |        |        |             |         |         |         |         |               |               |               |               |               |         |         |         |